# 慕容夔
慕容夔（?—?），五胡十六国時代前秦官员，昌黎郡棘城县（今辽宁省义县）人。

## 生平
慕容夔出身前燕皇族。前秦灭前燕后，在前秦任官，担任東中郎将。386年六月（东晋太元十一年、前秦太安二年），東晋荊州刺史桓石民派将軍晏謙攻打弘農郡（今河南省三门峡市）。守卫弘農的慕容夔降晋，东晋夺得弘農之地。
慕容夔以後的事績，史書阙载。